# Alé Cipollini/Saison 2014
Dieser Artikel beschreibt die Mannschaft und die Siege des Radsportteams Alé Cipollini in der Saison 2014.

## Mannschaft
| Teamkader 2014                 | Teamkader 2014     | Teamkader 2014     | Teamkader 2014                        |
| Name                           | Geburtsdatum       | Land               | Vorheriges Team                       |
| ------------------------------ | ------------------ | ------------------ | ------------------------------------- |
| Monia Baccaille                | 10. April 1984     | Italien            | Valdarno (2010)                       |
| Elena Berlato                  | 2. August 1988     | Italien            | Top Girls Fassa Bortolo (2013)        |
| Ilaria Bonomi                  | 13. Mai 1995       | Italien            |                                       |
| Valentina Carretta             | 16. September 1989 | Italien            | Top Girls-Fassa Bortolo (2011)        |
| Barbara Guarischi              | 10. Februar 1990   | Italien            | Vaiano Fondriest (2013)               |
| Tatiana Guderzo                | 22. August 1984    | Italien            | Valdarno (2010)                       |
| Małgorzata Jasińska            | 18. Januar 1984    | Polen              | SC Michela Fanini Rox (2011)          |
| Shelley Olds                   | 30. September 1980 | Vereinigte Staaten | Tibco-To the Top (2013)               |
| Michela Pavin                  | 15. Juli 1994      | Italien            |                                       |
| Ane Santesteban                | 12. Dezember 1990  | Spanien            | Bizkaia-Durango (2013)                |
| Marta Tagliaferro              | 4. November 1989   | Italien            | Top Girls Fassa Bortolo-Ghezzi (2010) |
| Carla Ryan (26. Jun.–31. Dez.) | 21. September 1985 | Australien         | Cyclelive Plus-Zannata (2013)         |
|                                |                    |                    |                                       |
| Quelle: UCI                    |                    |                    |                                       |

## Siege
- 3. und 5. Etappe Vuelta Internacional Femenina a Costa Rica: Shelley Olds
- GP Comune di Cornaredo: Shelley Olds
- Winston-Salem Cycling Classic: Shelley Olds
- 2. Etappe La Route de France: Barbara Guarischi
- 3. Etappe Trophée d’Or Féminin: Barbara Guarischi
- Giro della Toscana Femminile – Memorial Michela Fanini
  - Gesamtwertung, Prolog und 1. Etappe: Shelley Olds
  - 2. Etappe: Małgorzata Jasińska